# Liste des puits de mine situés à Vieux-Condé

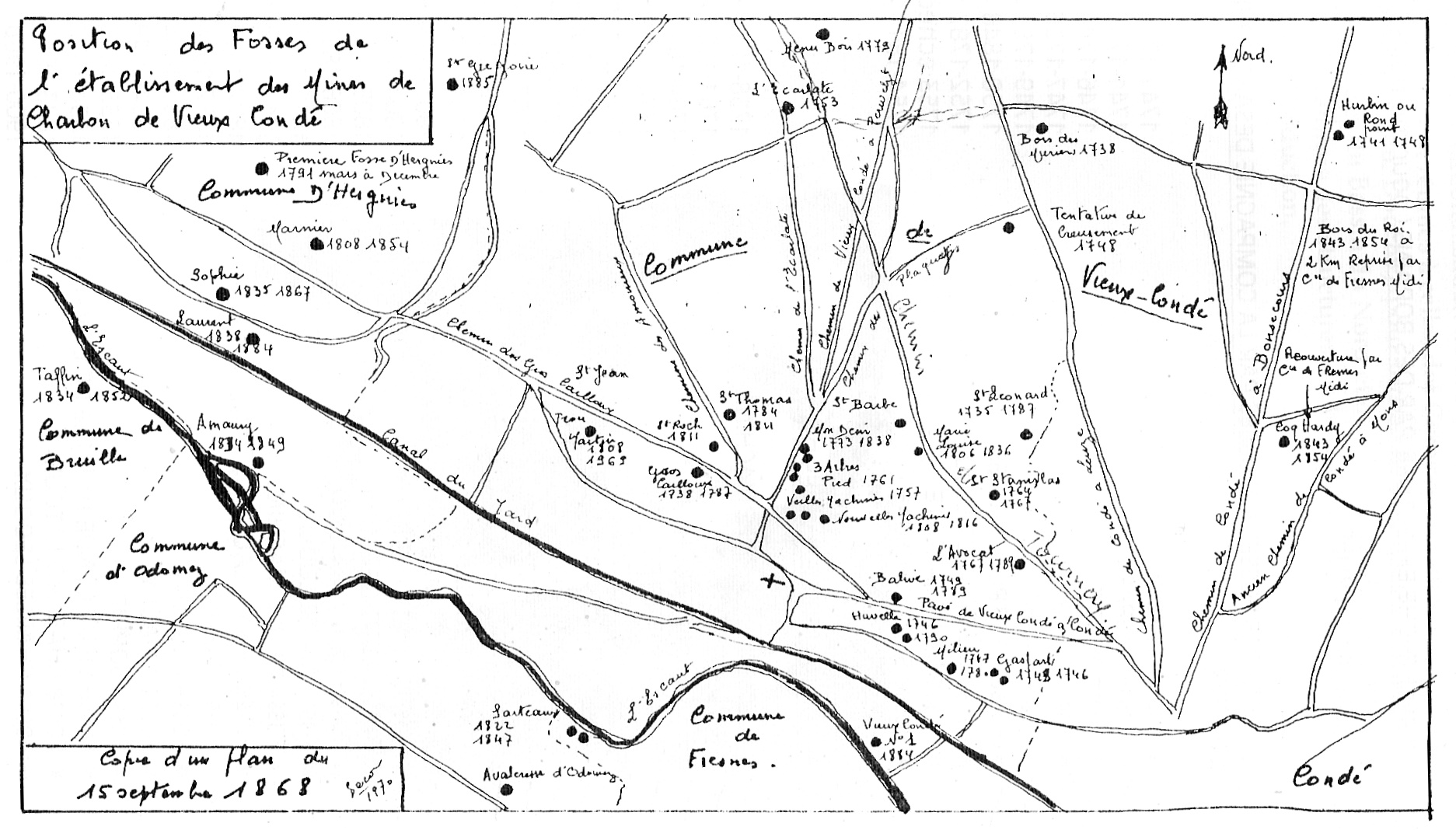
Position des puits de mine implantés sur les territoires de Vieux-Condé, Hergnies et Condé-sur-l'Escaut d'après un plan de 1868.

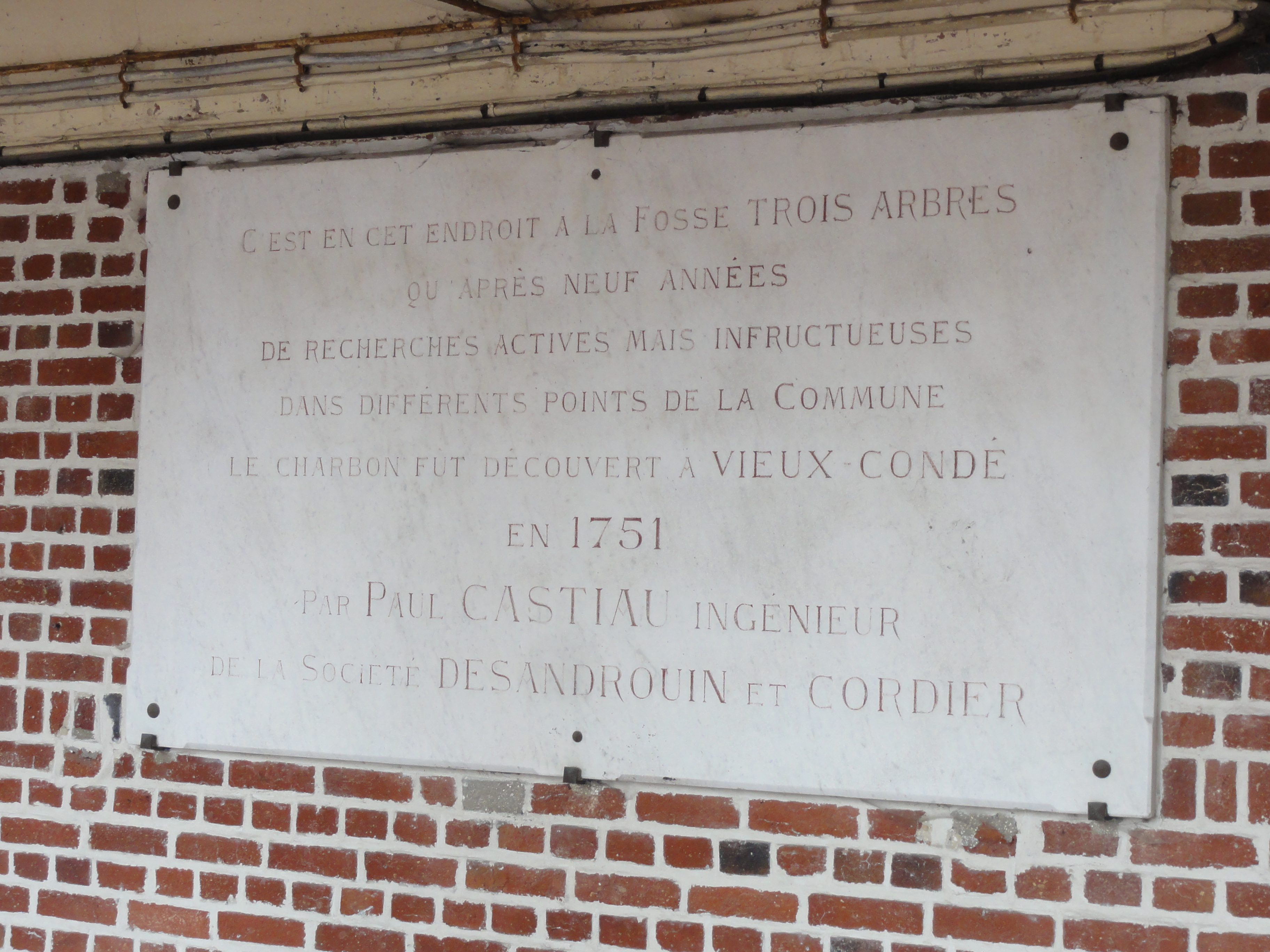
Plaque commémorant la découverte de la houille dans la commune en 1751.

Cet article liste les puits de mine situés à Vieux-Condé, une commune du Nord, dans le bassin minier du Nord-Pas-de-Calais, en France.

## Description
Après que la houille a été découverte puis exploitée à Fresnes-sur-Escaut et Anzin par la Société Desandrouin-Taffin, Jean-Jacques Desandrouin, un des fondateurs de cette société, s'associe avec le bailli de Condé, Cordier, et fonde la Société Desandrouin-Cordier. Celle-ci commence alors à établir ses premières fosses.
La houille est découverte à la fosse des Trois Arbres en 1751 par l'ingénieur Paul Castiau. De nombreux conflits ayant lieu entre les sociétés de Jean-Jacques Desandrouin et la Société de Cernay, ces trois sociétés fusionnent et forment la Compagnie des mines d'Anzin le 19 novembre 1757. Dès lors, de nombreuses fosses sont ouvertes sur le territoire de la commune, mais il n'en subsiste plus que deux après la Première Guerre mondiale.
Après la nationalisation, seules deux fosses sont encore en service : la fosse Trou Martin, qui assure l'aérage de longue date, et la fosse Vieux-Condé, concentrée sur la fosse Ledoux à Condé-sur-l'Escaut, et qui cesse d'extraire en 1972. Elle est définitivement arrêtée à l'aérage et au service en 1982, date à laquelle les puits sont remblayés.

## Liste des puits
Vingt-huit puits ont été ouverts sur le territoire de Vieux-Condé.
| Nom de l'ouvrage                  | Compagnie propriétaire             | Début de fonçage | Fin d'exploitation ou fermeture | Diamètre (en mètres) | Profondeur (en mètres) | Géolocalisation             | Illustration |
| --------------------------------- | ---------------------------------- | ---------------- | ------------------------------- | -------------------- | ---------------------- | --------------------------- | ------------ |
| Puits Gaspard                     | Sté Desandrouin-Taffin             | 1743             | 1746                            | 2,5                  | 70                     | 50° 27′ 16″ N, 3° 34′ 45″ E |              |
| Puits Huvelle Extraction          | Sté Desandrouin-Taffin             | 1746             | 1750                            | 2,5                  | 71                     | 50° 27′ 22″ N, 3° 34′ 25″ E |              |
| Puits Huvelle Épuisement          | Sté Desandrouin-Taffin             | 1746             | 1750                            | 2,5 x 2,5            | 71                     | 50° 27′ 22″ N, 3° 34′ 26″ E |              |
| Puits du Milieu                   | Sté Desandrouin-Taffin             | 1809             | 1835                            | 2,5                  | 70                     | 50° 27′ 17″ N, 3° 34′ 35″ E |              |
| Puits Balive                      | Sté Desandrouin-Cordier            | 1749             | 1751                            | 2,5                  | 52                     | 50° 27′ 26″ N, 3° 34′ 26″ E |              |
| Puits des Trois Arbres Extraction | Sté Desandrouin-Taffin Cie d'Anzin | 1750             | 1860                            | 2,5                  | 246                    | 50° 27′ 40″ N, 3° 34′ 08″ E |              |
| Puits des Trois Arbres Épuisement | Sté Desandrouin-Taffin Cie d'Anzin | 1750             | 1848                            | 2,5                  | 246                    | 50° 27′ 41″ N, 3° 34′ 08″ E |              |
| Puits du Gros Caillou             | Sté Desandrouin-Taffin Cie d'Anzin | 1752             | 1787                            | 2,7                  | 182                    | 50° 27′ 41″ N, 3° 33′ 49″ E |              |
| Avaleresse de l'Écarlate no 1     | Sté Desandrouin-Taffin             | 1753             | 1753                            | 2,5                  | 49                     | 50° 28′ 24″ N, 3° 34′ 07″ E |              |
| Avaleresse de l'Écarlate no 2     | Sté Desandrouin-Taffin             | 1753             | 1753                            | 2,5                  | 49                     | 50° 28′ 24″ N, 3° 34′ 07″ E |              |
| Puits Saint-Thomas                | Sté Desandrouin-Taffin Cie d'Anzin | 1754             | 1811                            | 2 x 2                | 112                    | 50° 27′ 48″ N, 3° 33′ 54″ E |              |
| Puits Vieille Machine no 1        | Cie d'Anzin                        | 1758             | 1916                            | 3                    | 394                    | 50° 27′ 36″ N, 3° 34′ 09″ E |              |
| Puits Vieille Machine no 2        | Cie d'Anzin                        | 1758             | 1823                            | 2,3 x 2,3            | 220                    | 50° 27′ 35″ N, 3° 34′ 10″ E |              |
| Puits du Pied                     | Cie d'Anzin                        | 1761             | 1809                            | 2,5                  | 223                    | 50° 27′ 39″ N, 3° 34′ 08″ E |              |
| Puits Saint-Roch                  | Cie d'Anzin                        | 1764             | 1811                            | 2,5                  | 178                    | 50° 27′ 44″ N, 3° 33′ 50″ E |              |
| Puits Mon Désir Nord              | Cie d'Anzin                        | 1773             | 1823                            | 2,5                  | 176                    | 50° 27′ 45″ N, 3° 34′ 09″ E |              |
| Puits Mon Désir Sud               | Cie d'Anzin                        | 1773             | 1861                            | 2,5                  | 176                    | 50° 27′ 45″ N, 3° 34′ 09″ E |              |
| Avaleresse Menu Bois              | Cie d'Anzin                        | 1779             | 1779                            | 2,5                  | 30                     | 50° 28′ 36″ N, 3° 34′ 14″ E |              |
| Puits Stanislas                   | Cie d'Anzin                        | 1784             | 1787                            | 2,5                  | 71                     | 50° 27′ 38″ N, 3° 34′ 45″ E |              |
| Puits Léonard                     | Cie d'Anzin                        | 1785             | 1897                            | 4                    | 216                    | 50° 27′ 46″ N, 3° 34′ 52″ E |              |
| Puits de l'Avocat                 | Cie d'Anzin                        | 1787             | 1789                            | 2,5                  | 100                    | 50° 27′ 30″ N, 3° 34′ 50″ E |              |
| Puits Saint-Jean                  | Cie d'Anzin                        | 1788             | 1854                            | 1,5                  | 241                    | 50° 27′ 52″ N, 3° 33′ 28″ E |              |
| Puits du Trou Martin              | Cie d'Anzin                        | 1803             | 1969                            | 3                    | 394                    | 50° 27′ 46″ N, 3° 33′ 26″ E |              |
| Puits Sainte-Barbe                | Cie d'Anzin                        | 1804             | 1835                            | 2,5                  | 174                    | 50° 27′ 47″ N, 3° 34′ 27″ E |              |
| Puits Marie-Louise                | Cie d'Anzin                        | 1809             | 1835                            | 2,5                  | 248                    | 50° 27′ 42″ N, 3° 34′ 31″ E |              |
| Puits Neuve Machine               | Cie d'Anzin                        | 1816             | 1916                            | 2,3                  | 368                    | 50° 27′ 36″ N, 3° 34′ 12″ E |              |
| Puits Vieux-Condé no 1            | Cie d'Anzin                        | 1854             | 1982                            | 4                    | 417                    | 50° 27′ 07″ N, 3° 34′ 22″ E |              |
| Puits Vieux-Condé no 2            | Cie d'Anzin                        | 1908             | 1982                            | 5                    | 511                    | 50° 27′ 06″ N, 3° 34′ 25″ E |              |